# .cc
Pour les articles homonymes, voir CC.
.cc est un domaine de premier niveau national (country code top level domain : ccTLD) qui était initialement l'extension officielle des îles Cocos, mais est devenue ouverte à toute personne physique ou morale, n'importe où sur la planète.
L'extension .cc est notamment utilisée pour les sites communautaires américains (Community Center), les sites de banques d'images sous licence Creative Commons (.CC0), et certains sites relatifs au cyclisme.